# Иона (архиепископ Тверской)
Архиепископ Иона (ум. 1654) — епископ Русской православной церкви, архиепископ Тверской и Кашинский.

## Биография
С 1638 года — игумен Московского Богоявленского монастыря.
24 декабря 1642 года хиротонисан во епископа Тверского и Кашинского.
28 сентября 1645 года участвовал в венчании на царство Алексея Михайловича.
В 1649 году по указу царя Алексея Михайловича и благословению патриарха Иосифа свидетельствовал мощи благоверной княгини Анны Кашинской.
В 1651 году принимал участие в Соборе об искоренении многогласного пения в церквах.
Скончался в 1654 году.
Из его распоряжений сохранилось запрещение торговать и работать в воскресные дни до 5 часов пополудни.